# El Jicaral
El Jicaral é um município da Nicarágua, situado no departamento de León. Tem 431 km² de área e sua população em 2020 foi estimada em 11.617 habitantes.